# Bernard Pomerance
Bernard Pomerance (Brooklyn, 23 settembre 1940 – Galisteo, 26 agosto 2017) è stato un drammaturgo statunitense.

## Biografia
Nato a New York, Bernard Pomerance studiò all'Università di Chicago e si trasferì a Londra nel 1968.
Il suo maggior successo fu il dramma The Elephant Man, portato al debutto nel 1977 e poi riproposto al National Theatre di Londra e al Booth Theatre di Broadway, dove rimase in cartellone per oltre novecento rappresentazioni e vinse il Tony Award alla migliore opera teatrale.
Dal primo matrimonio con Sally Belfrafe, terminato con il divorzio nel 1983, ebbe due figli. Successivamente si risposò con Evelyne Franceschi nel 2008 e il secondo matrimonio ebbe fine nel 2015 con la morte della donna. Due anni dopo Pomerance morì dopo una lunga lotta contro il cancro.